# Gliese 611
Gliese 611 is een tweevoudige ster in het sterrenbeeld Corona Borealis, met magnitude van +6,66 en met een spectraalklasse van G8.V en een M4.V. De ster bevindt zich 46,8 lichtjaar van de zon.